# هشام بن محمد
هشام بن محمد أو مولاي هشام (21 صفر 1214 هـ / 25 يوليو 1799م) أمير علوي ابن السلطان سيدي محمد بن عبد الله، نافس أخوته على خلافة أبيه، فبايعته قبائل الحوز سلطانا بمراكش لفترة قصيرة ونقضت بيعتها وتنازل لأخيه سليمان بن محمد وقضى نحبه خلال وباء الطاعون بالمغرب (1799-1800).

## نسبه
هو هشام بن محمد بن عبد الله الخطيب بن إسماعيل بن الشريف بن علي بن محمد بن علي بن يوسف بن علي بن الحسن بن محمد بن الحسن الداخل بن القاسم بن محمد بن أبي القاسم بن محمد بن الحسن بن عبد الله بن محمد بن عرفة بن الحسن بن أبي بكر بن علي بن الحسن بن أحمد بن إسماعيل بن القاسم بن محمد النفس الزكية بن عبد الله الكامل بن الحسن المثنى بن الحسن بن علي بن أبي طالب بن عبدالمطلب بن هاشم.

## سيرته
أبوه السلطان سيدي محمد بن عبد الله، وأمه بنتُ عمّ أبيه: فاطمة بنت سليمان بن مولاي إسماعيل العلوية.

بعد أن نقض أهل الحوز بيعتهم للمولى اليزيد لما رأوا من تجافيه عنهم لما وفدوا عليه بمكناس، وبسبب تفضيله للودايا والبربر عليها، اتفقوا مع أهل مراكش وعبدة وقبائل الحوز على مبايعة أخاه المولى هشام، لكنها اعتُبِرَتْ بيعة غير شرعية بحكم وجود سلطان شرعي غيره.
نهض مولاي اليزيد لحربهم، فدخل مراكش واستباحها جيشه. فجمع المولى هشام جيشا من قبائل دكالة وعبدة، وقصده بمراكش، فخرج اليزيد للقائه، وجرت بين الأخوين معركة بالمكان المسمى زكورة الواقع على حاشية وادي نسيفة، وانهزم فيها المولى هشام، فطاردهم المولى اليزيد، أصيب خلالها برصاصة اخترقت خده، فتوفي بسببها ليلة الجمعة 23 جمادى الآخرة 1206هـ / 17 فبراير 1792م

### مبايعة المولى هشام
استقرت الأمور للمولى هشام فأطاعته قبائل الحوز كلها، وكان القائمان بأمره الوزيران القائد عبد الرحمن بن ناصر العبدي صاحب آسفي والقائد محمد الهاشمي بن العروسي صاحب دكالة والحوز. فدانت للمولى هشام قبائل دكالة وعبدة وأحمر والشياظمة وحاحة وغير ذلك، بينما بايع أهل فاس أخاهما المولى سليمان لما بلغهم خبر موت اليزيد، وطلب المولى مسلمة البيعة لنفسه شمال المغرب بعد أن بلغه أن اليزيد وهشام قد قتلا، فبعث ولده المولى جعفر إلى طنجة لإخبار ممثلي الدول الأجنبية بوفاة أخويه، ومبايعة الأمة له، وطلب الاعتراف به سلطانا على المغرب.
واستمر الحال على ذلك برهة من الدهر إلى أن افترقت عليه كلمة الرحامنة واتهموه بقتل عاملهم القائد أبا محمد عبد الله بن محمد الرحماني فخلع الرحامنة طاعة المولى هشام سنة 1209 هـوبايعوا أخاه المولى حسين بن محمد واحتمى المولى هشام في ضريح الشيخ أبي العباس السبتي وبعد أيام تسلل وسار في جماعة من حاشيته إلى آسفي ونزل على وزيره القائد عبد الرحمن بن ناصر ودخل المولى حسين قصر الخلافة بمراكش فاستولى على ما فيه من الذخيرة والأثاث من متاع المولى هشام ومتخلف المولى يزيد فاضطر أهل مراكش حينئذ إلى مبايعة المولى حسين بن محمد والخطبة له وكان ذلك سنة 1209 هـ، بينما افترقت الكلمة بالحوز فكان بعضهم كعبدة وأحمر ودكالة مع المولى هشام آخرون مثل الرحامنة وسائر قبائل حوز مراكش مع المولى حسين.

### مبايعة هشام لسليمان
وضع السلطان مولاي سليمان حدا لهذه الفتنة عندما زحف على مراكش، ففر سلطانها المولى حسين إلى زاوية مولاي إبراهيم بن أحمد المغاري بالجبل المعروف باسمه، والتجأ المولى هشام إلى زاوية الشرادي، فبعث إليه المولى سليمان يعطيه الأمان، وجيءَ به إليه، وقام المولى سليمان بقطع الطريق أمام هذه الفتنة بتعيينه المولى عبد الرحمن بن هشام خليفة له. ويذكر الناصري رواية الوزير والمؤرخ أكنسوس عن استقرار هشام بمراكش:
ولما ضرب وباء الطاعون الكبير ضرباته بمراكش عام 1212هـ كان الأميران: هشام وحسين من ضحاياه، فلم يبق للسلطان مولاي سليمان من ينازعه في ملك المغرب.

## أبناؤه
- عبد الرحمن، سلطان المغرب.
- الأمير محمد المأمون.
- الأمير محمد اليزيد.
- الأمير إبراهيم

| قبله: اليزيد بن محمد | سلاطين المغرب 1792 - 1797 | بعده: سليمان بن محمد |